# Operacja lotnicza
Operacja lotnicza – w technicznym żargonie lotniczym, to jeden przylot, przelot, odlot lub podejście nie zakończone lądowaniem statku powietrznego.  Ruch lotniczy danego portu lotniczego jest zazwyczaj mierzony trzema parametrami na jednostkę czasu (zazwyczaj rok, lub dobę):
- liczbą przewiezionych pasażerów,
- liczbą wykonanych kompletnych operacji lotniczych (ang: total aircraft operations; przylot i odlot samolotu są liczone jako jedna kompletna operacja lotnicza),
- liczbą przewiezionych ton metrycznych towaru (ang.: cargo).

Największe porty lotnicze świata obecnie wykonują od nieco powyżej 976 000 kompletnych operacji lotniczych na rok (1. jest port lotniczy Atlanta – Hartsfield-Jackson) do nieco powyżej 509 000 rocznie (11. jest port lotniczy Charlotte).
Pierwsza jedenastka portów (porty wykonujące więcej niż 500 000 kompletnych operacji lotniczych rocznie) to lotniska w Stanach Zjednoczonych i francuski port lotniczy Paryż-Roissy-Charles de Gaulle jako dziewiąty.